# Ospedaletto d’Alpinolo
Ospedaletto d’Alpinolo község (comune) Olaszország Campania régiójában, Avellino megyében.

## Fekvése
A megye központi részén fekszik. Határai: Avellino, Mercogliano és Summonte.

## Története
Első említése 1178-ból származik. A következő századokban nemesi birtok volt. A 19. században nyerte el önállóságát, amikor a Nápolyi Királyságban felszámolták a feudalizmust. Korabeli épületeit az 1980-as földrengés elpusztította.

## Népessége
A népesség számának alakulása:

## Főbb látnivalói
- Santissimo Rosario-kápolna
- Triton-kút